# Aegla cholchol
Aegla cholchol is een tienpotigensoort uit de familie van de Aeglidae. De wetenschappelijke naam van de soort is voor het eerst geldig gepubliceerd in 1999 door Jara & Palacios.